# 江西省重点中学
江西省重点中学列表只罗列江西省的省级重点中学，是为体现相关学校在江西省中等教育中的重要性、代表性而设置本列表。
从2010年起，江西省教育厅每年会随机抽取20所普通高中组织一次全省评估，评估不合格或将撤销省重点中学称号，故省重点中学将会一直处于微小的变动状态。

## 首批省属重点中学
江西省1962年确定首批共9所省属重点中学。其中南昌一中、南昌二中、赣州中学和樟树中学等四校经教育部批准为全国性重点中学（共200所）。

### 1957年被确定为省属重点中学
- 九江市1：江西省九江第一中学

### 1959年被列为省属重点中学
- 南昌市2：南昌一中、南昌二中[2]
- 赣州市1：赣州中学[2]
- 宜春市1：樟树中学[2][3]
- 上饶市1：上饶一中[4]

### 1962年被列为省属重点中学
- 吉安市1：江西省泰和中学[5]
- 萍乡市2：江西省萍乡上栗中学（现为江西省上栗中学）[6]、萍乡中学[7]
- 景德镇市1：江西省乐平中学[8]

### 1963年被列为省属重点中学
- 景德镇市1：江西省景德镇一中[9]

## 首批省级重点中学

### 1978年评为江西省首批省级重点中学列表
1978年被列为江西省首批省级重点中学的学校共有8所。
- 南昌市：南昌十中[11]、进贤一中[10]
- 赣州市：信丰中学[12]、于都中学[13]
- 宜春市：高安灰埠中学[14]、上高二中[15]

### 1979年评为江西省首批省级重点中学列表
- 南昌市：安义中学[16]、南昌十九中[17]
- 九江市：江西省九江市第三中学[18]

### 1980年被评为江西省首批省级重点中学列表
- 新余市：新余一中[19]
- 抚州市：黎川一中[20]、江西省广昌县第一中学[21]
- 赣州市：江西省上犹中学[22]

### 1981年被评为江西省首批省级重点中学列表
- 九江市：瑞昌一中[23]

### 1984年被评为江西省首批省级重点中学列表
- 新余市：分宜中学（又称分宜一中）[24]

### 1986年被评为江西省首批省级重点中学列表
- 南昌市：江西师范大学附属中学[25]

## 首批优秀省重点中学

### 1994年被评为江西省首批优秀省级重点中学列表
- 南昌市：南昌十中[11]
- 景德镇市：景德镇一中[9]
- 吉安市：江西省泰和中学[5]

### 1995年被评为江西省首批优秀省级重点中学列表
- 萍乡市：萍乡中学[7]
- 新余市：新余一中[19]、分宜中学[26]
- 宜春市：上高二中[15]
- 上饶市：上饶二中[27]

### 1996年被评为江西省首批优秀省级重点中学列表
- 南昌市：江西师大附中[25]

## 2009年新增省级重点中学列表
经过学校申报和省教育厅考察评估,经省教育厅研究决定，2009年新增59所中学为省重点中学。
- 南昌市13：豫章中学、南昌市第十五中学、南昌市第十七中学、南昌市第五中学民办、南昌县莲塘第二中学、南昌大学附属中学、江西教育学院附属实验学校、南昌市洪都中学、南昌市八一中学、南昌外国语学校、南昌现代外国语学校民办、进贤县第二中学、南昌市实验中学。

- 九江市8：湖口县第二中学、瑞昌市第二中学、都昌县第二中学、彭泽县第二高级中学、九江市庐山区中学、都昌蔡岭慈济中学、九江学院浔阳附属中学、九江外国语学校。

- 景德镇市3：乐平市第三中学、浮梁县第一中学、景德镇市昌江一中。

- 萍乡市3：萍乡市第三中学、安源中学、湘东中学。

- 新余市2：新余市第四中学、新余市第七中学。

- 鹰潭市2：鹰潭市田家炳中学、贵溪市实验中学。

- 赣州市8：南康市第二中学、信丰县第二中学、南康市唐江中学、赣南师范学院附属中学、兴国县第一中学、兴国县将军中学民办、于都县第二中学、赣州市第四中学。

- 宜春市6：高安市第二中学、宜春市第三中学、上高中学、丰城市第二中学、高安市石脑中学、清江中学。

- 上饶市3：婺源县紫阳中学民办、玉山县第二中学、余干县新时代学校民办。

- 吉安市6：吉安市第三中学、井冈山大学附属中学、吉安县第二中学、吉水县第二中学、泰和县第二中学、永新县第二中学。

- 抚州市5：崇仁县第二中学、南城县第二中学、乐安县第二中学、东乡实验中学、黎川县第二中学。[28]